# Strażnica WOP Jasienica Górna
Strażnica Wojsk Ochrony Pogranicza Górna Jasienica/Jasienica Górna – zlikwidowany podstawowy pododdział Wojsk Ochrony Pogranicza pełniący służbę graniczną na granicy polsko-czechosłowackiej.

Strażnica Straży Granicznej w Jasienicy Górnej – zlikwidowana graniczna jednostka organizacyjna Straży Granicznej realizująca zadania bezpośrednio w ochronie granicy państwowej z Czechosłowacją/Republiką Czeską.

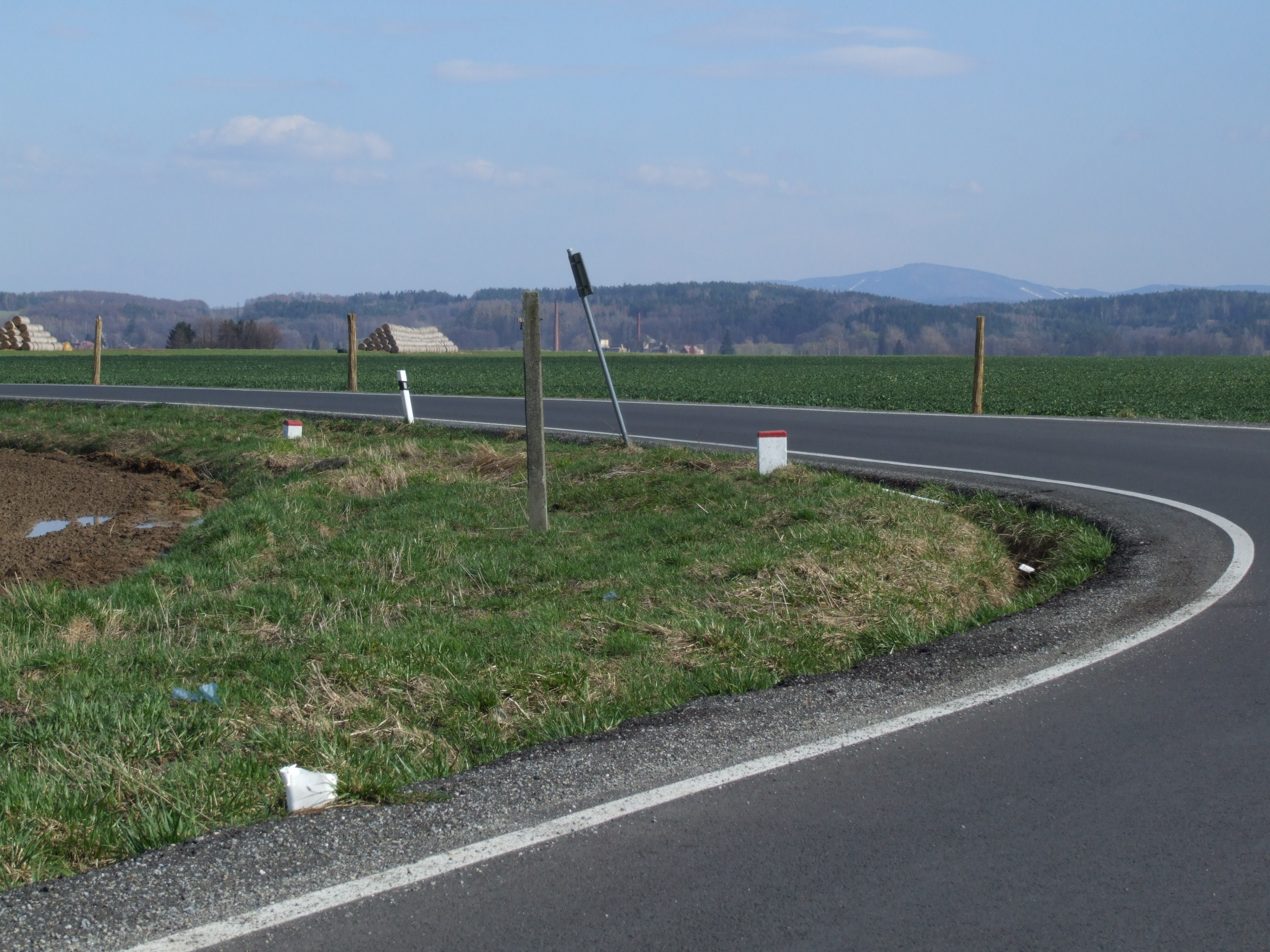
Granica polsko-czeska, rej. Vidnavy (kwiecień 2010)

Placówka Straży Granicznej w Jasienicy Górnej – zlikwidowana graniczna jednostka organizacyjna Straży Granicznej realizująca zadania w ochronie granicy państwowej z Republiką Czeską.

## Formowanie i zmiany organizacyjne
Strażnica została sformowana w 1945 w strukturze 49 komendy odcinka Paczków jako 227 strażnica WOP (Górna Jasienica) o stanie 56 żołnierzy. Kierownictwo strażnicy stanowili: komendant strażnicy, zastępca komendanta do spraw polityczno-wychowawczych i zastępca do spraw zwiadu. Strażnica składała się z dwóch drużyn strzeleckich, drużyny fizylierów, drużyny łączności i gospodarczej. Etat przewidywał także instruktora do tresury psów służbowych oraz instruktora sanitarnego.
W związku z reorganizacją oddziałów WOP, 24 kwietnia 1948 strażnica została włączona w struktury 73 batalionu Ochrony Pogranicza, a 1 stycznia 1951 46 batalionu WOP w Paczkowie, który funkcjonował do 1956.
Od 15 marca 1954 wprowadzono nową numerację strażnic, a strażnica WOP Jasienica Górna otrzymała nr 236 w skali kraju.
W 1956 rozpoczęto numerowanie strażnic na poziomie brygady. Strażnica II kategorii Górna Jasienica była 26 w 4 Brygadzie Wojsk Ochrony Pogranicza i włączona w struktury 45 batalionu WOP w Prudniku.
1 stycznia 1960 była jako 1 strażnica WOP III kategorii Jasienica Górna, a 1 stycznia 1964 była jako 2 strażnica WOP lądowa IV kategorii Jasienica Górna.
W 1976, w związku z przejściem na dwuszczeblowy system dowodzenia, strażnicę podporządkowano bezpośrednio pod sztab Górnośląskiej Brygady WOP w Gliwicach.
13 grudnia 1981 po wprowadzeniu stanu wojennego na terytorium kraju, dowódca GB WOP wewnętrznym rozkazem w miejscu stacjonowania poszczególnych batalionów, utworzył tzw. „wysunięte stanowiska dowodzenia” (zalążek przyszłych batalionów granicznych), którym podporządkował strażnice znajdujące się na odcinkach dawnych batalionów granicznych. Brygada wykonywała zadania ochrony granicy i bezpieczeństwa państwa wynikające z dekretu o wprowadzeniu stanu wojennego.
W 1984 Strażnica WOP Jasienica Górna została włączona w struktury utworzonego batalionu granicznego GB WOP w Prudniku, jako Strażnica WOP Lądowa rozwinięta kat. II w Jasienicy Górnej.

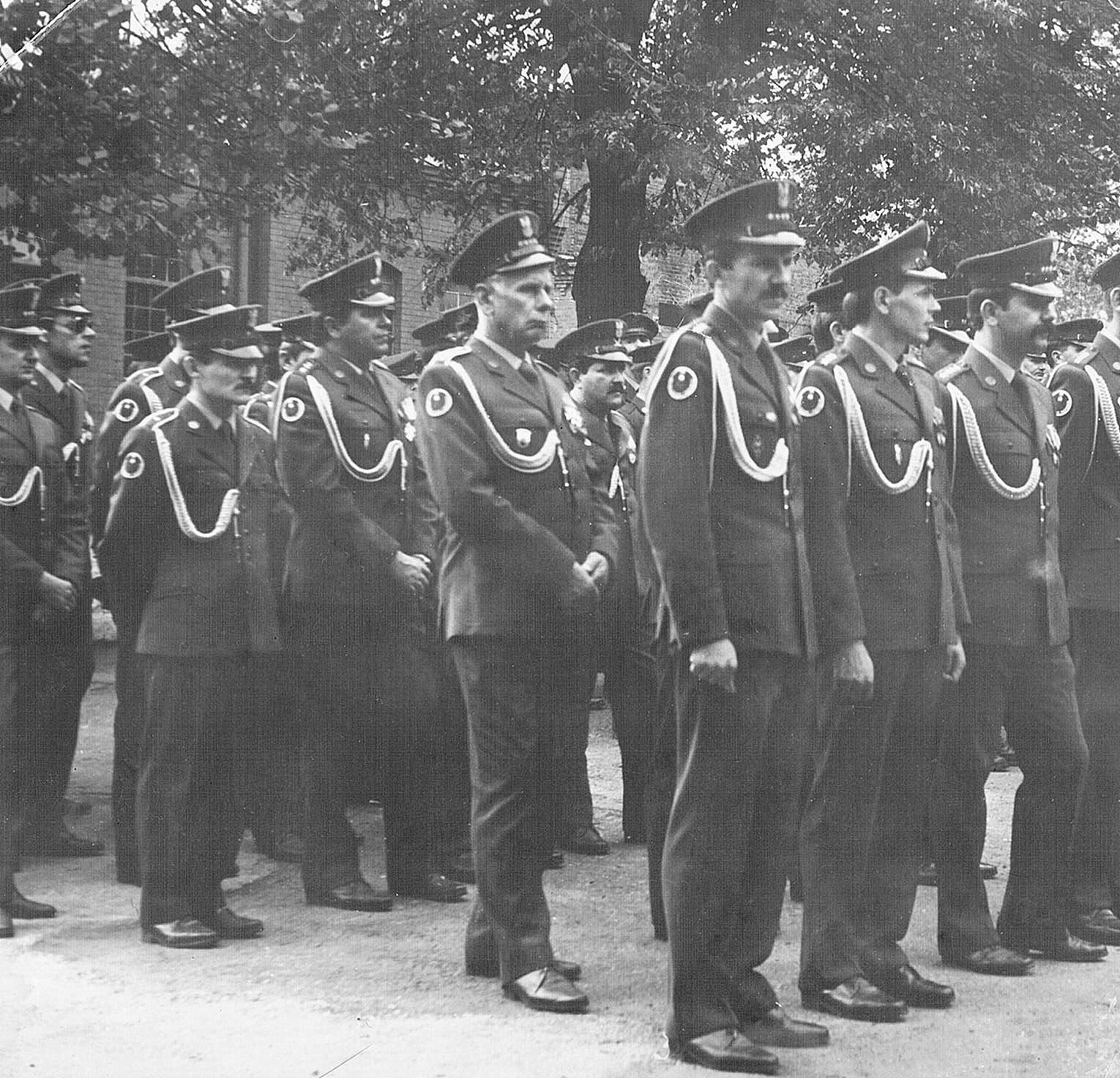
D-ca strażnicy st. chor. sztab. Edward Frankowski (pierwszy w drugim rzędzie) i kpt. Kazimierz Obczyński, późniejszy k-nt strażnicy SG (drugi w pierwszym rzędzie) na uroczystej zbiórce w bg WOP Prudnik z okazji Święta LWP (październik 1985)

1 listopada 1989 rozformowano batalion graniczny GB WOP w Prudniku i strażnicę podporządkowano bezpośrednio pod sztab Górnośląskiej Brygady WOP w Gliwicach już jako Strażnica WOP lądowa kadrowa kat. II w Jasienicy Górnej (na czas „P” kadrowa). Żołnierze służby zasadniczej WOP z ostatnich poborów nadal pełnili służbę w strażnicy.
23 marca 1991 strażnica została włączona w struktury Sudeckiego Batalionu WOP w Kłodzku i funkcjonowała do 15 maja 1991.
Straż Graniczna:
15 maja 1991 po rozwiązaniu Wojsk Ochrony Pogranicza, 16 maja 1991 strażnica została przejęta przez Sudecki Oddział Straży Granicznej w Kłodzku i przyjęła nazwę Strażnica Straży Granicznej w Jasienicy Górnej.
12 stycznia 2002 strażnica SG w Jasienicy Górnej została włączona w struktury Śląskiego Oddziału Straży Granicznej w Raciborzu.
Jako strażnica Straży Granicznej w Jasienicy Górnej funkcjonowała do 23 sierpnia 2005 i od 24 sierpnia 2005, Ustawą z 22 kwietnia 2005 O zmianie ustawy o Straży Granicznej..., została przekształcona na Placówkę Straży Granicznej w Jasienicy Górnej w strukturach Śląskiego Oddziału Straży Granicznej. Znacznie rozszerzono także uprawnienia komendantów, m.in. w zakresie działań podejmowanych wobec cudzoziemców przebywających na terytorium RP.
Realizując przyjętą przez Radę Ministrów 6 czerwca 2000 Strategii Zintegrowanego Zarządzania Granicą. W części IV Strategii (dot. Środki Kontroli i Bezpieczeństwa), jako Placówka SG w Jasienicy Górnej funkcjonowała do 14 czerwca 2006, kiedy to zarządzeniem Komendanta Głównego SG została zniesiona. Ochraniany odcinek granicy państwowej, przejęła Placówka Straży Granicznej w Paczkowie. Zgodnie z propozycją Komendanta Śląskiego Oddziału Straży Granicznej obiekt w Jasienicy Górnej był w dalszym ciągu wykorzystywany między innymi przez grupę operacyjno-śledczą oraz pełniona w nim była służba dyżurna przez kierownika zmiany. Następnie obiekt został przekazany gminie i zaadaptowany na mieszkania.

## Ochrona granicy
W październiku 1945 w ramach tworzących się Wojsk Ochrony Pogranicza na odcinku strażnicy został utworzony Przejściowy Punkt Kontrolny Otmuchów – kolejowy III kategorii (został zlikwidowany jesienią 1946), którego załoga wykonywała kontrolę graniczną osób, towarów oraz środków transportu:
- Kałków-Vidnava (kolejowe).

W 1960 1 strażnica WOP Jasienica Górna III kategorii ochraniała odcinek granicy państwowej o długości 12607 m:
- Włącznie znak graniczny nr 176/18, wyłącznie znak gran. nr 186/28.

1 stycznia 1964 na ochranianym odcinku funkcjonowało przejście graniczne małego ruchu granicznego (mrg) w którym kontrolę graniczną osób, pojazdów, środków transportu i celną realizowali funkcjonariusze strażnicy:
- Dziewiętlice-Bernartice.

W 1975 odcinek strażnicy został wydłużony po przejęciu części odcinka po rozformowanej Strażnicy WOP Jarnołtów, od znaku gran. nr 176/18, włącznie do znaku gran. nr IV/170.
Strażnica WOP Lądowa rozwinięta kat. II w Jasienicy Górnej do 31 października 1989, a od 1 listopada 1989 Strażnica WOP Lądowa kadrowa kat. II w Jasienicy Górnej ochraniała odcinek granicy państwowej:
- Włącznie znak gran. nr IV/170, wyłącznie znak gran. nr IV/182.
- W okresie zimowym pas śnieżny sprawdzany był minimum: na głównym kierunku dwukrotnie, na pozostałym raz w ciągu doby na korzyść:

1. Strażnicy WOP Gierałcice do znaku gran. nr 169/17.
2. Strażnicy WOP Gościce do znaku gran. nr 182/1.

- Współdziałała w ochronie granicy państwowej z:
  - Strażnicami WOP w: Gierałcicach i Gościcach
  - Grupą Operacyjno-Rozpoznawczą Zwiadu w Nysie – do 06.1990
- W ochronie granicy dowódcy strażnicy ściśle współpracowali ze swoimi odpowiednikami tj. naczelnikami placówek OSH (Ochrana Statnich Hranic) CSRS:
  - Mikulovic  (naczelnik placówki – mjr Drahomir Grund)
  - Vidnavy.

Straż Graniczna:
W okresie 16 maja 1991–23 sierpnia 2005 terytorialny zasięg działania komendanta Strażnicy SG w Jasienicy Górnej obejmował gminę Otmuchów. Strażnica SG w Jasienicy Górnej ochraniała odcinek granicy państwowej:
- Włącznie znak gran. nr II/170 , wyłącznie znak gran. nr II/182.
- W okresie zimowym pas śnieżny sprawdzany był na korzyść:

1. Strażnicy SG w Gierałcicach (od 2 stycznia 2003 GPK SG w Głuchołazach) do znaku gran. nr 169/17.
2. Strażnicy SG w Gościcach (od 2 stycznia 2003 GPK SG w Paczkowie do znaku gran. nr 182/1.

- Linia rozgraniczenia z:

1. GPK SG w Głuchołazach: włącznie znak gran. nr II/170, dalej granicą gmin: Głuchołazy, Nysa i Otmuchów.

- Funkcjonariusze Strażnicy SG w Jasienicy Górnej pełniąc służbę graniczną przy granicy państwowej w rejonie linii rozgraniczenia z GPK SG w Głuchołazach, prowadzili rozpoznanie od miejscowości Jarnołtów w kierunku znaku gran. nr II/170, na korzyść sąsiada od znaku gran. nr II/170 do miejscowości Sławniowice, zwracając uwagę na pola orne przyległe do granicy państwowej.
- Strażnica SG w Jasienicy Górnej współdziałała w ochronie granicy państwowej z placówkami po stronie czeskiej cizinecké policie RCPP:
  - Mikulivicami
  - Vidnavą.

19 lutego 1996 na odcinku zostały uruchomione przejścia graniczne małego ruchu granicznego (mrg), w których kontrolę graniczną i celną osób, towarów oraz środków transportu wykonywała załoga strażnicy:
- Kałków-Vidnava
- Dziewiętlice-Bernartice.

W okresie 24 sierpnia 2005–14 czerwca 2006, Placówka SG w Jasienicy Górnej ochraniała odcinek granicy państwowej:
- Włącznie znak gran. nr II/170, wyłącznie znak gran. nr II/182.
- W okresie zimowym pas śnieżny sprawdzany był na korzyść:

1. Placówki SG w Głuchołazach do znaku gran. nr 169/17.
2. Placówki SG w Paczkowie do znaku gran. nr 182/1.

- Współdziałała w ochronie granicy państwowej z placówkami po stronie czeskiej cizinecké policie RCPP:
  - Mikulivicami
  - Vidnavą.

## Wydarzenia
- 1956 – koniec czerwca, początek lipca w okresie tzw. „Wypadków poznańskich”, przy linii granicznej i w strefie działania, odnajdywano pakunki zawierające ulotki z tzw. „bibułą”, przytwierdzone do balonów leżących na ziemi[20]. W związku z masowością zjawiska, żołnierze otrzymali zezwolenie na użycie broni, celem zestrzelenia nisko przelatujących balonów (nawet jeśli znajdowały się na terytorium czechosłowackim, ale w zasięgu ognia – to samo czynili pogranicznicy czechosłowaccy)[21].
- 1976 – wycofano z granicy rowery, zastępując je motocyklami małolitrażowymi; WSK-175 dla kadry i WSK-125 dla żołnierzy służby zasadniczej (5–13 motocykli w zależności od obsady i na jakiej granicy). Wyposażone w łączność radiową motocykle stały się podstawowym środkiem transportu w służbie patrolowej i rozpoznawczej[22].
- 13 grudnia 1981–22 lipca 1983 – (stan wojenny w Polsce), normę służby granicznej dla żołnierzy podwyższono z 8 do 12 godzin na dobę[23]. Patrole wysyłane w teren zostały wzmocnione. Wyeliminowano służby składające się z jednego żołnierza. Ścisłą kontrolą objęto całą strefę nadgraniczną, a ruch w strefie nadgranicznej został znacznie ograniczony. W stan gotowości były postawione wszystkie pododdziały odwodowe[23]. Mimo utrudnionych warunków nie zaprzestano współpracy z ludnością pogranicza[24].

## Strażnice sąsiednie
- 226 strażnica WOP Warmałcice ⇔ 228 strażnica WOP Ujazd – 1946
- 226 strażnica OP Jarnołtów ⇔ 228 strażnica OP Ujazd – 1949
- 235 strażnica WOP Jarnołtów ⇔ 237 strażnica WOP Gościce – 15.03.1954
- 25 strażnica WOP Jarnołtów II kat. ⇔ 1 strażnica WOP Gościce I kat. – 1956
- 2 strażnica WOP Jarnołtów IV kat. ⇔ 26 strażnica WOP Gościce IV kat. – 1.01.1960
- 3 strażnica WOP Jarnołtów lądowa IV kat. ⇔ 1 strażnica WOP Gościce lądowa III kat. – 1.01.1964
- Strażnica WOP Jarnołtów ⇔ Strażnica WOP Gościce – do 1975
- Strażnica WOP Lądowa rozwinięta kat. I w Gierałcicach ⇔ Strażnica WOP Lądowa rozwinięta kat. II w Gościcach – 1984–31.10.1989
- Strażnica WOP Lądowa kadrowa kat. I w Gierałcicach ⇔ Strażnica WOP Lądowa kadrowa kat. II w Gierałcicach – 1.11.1989–15.05.1991

Straż Graniczna:
- Strażnica SG w Gierałcicach ⇔ Strażnic SG w Gościcach – 16.05.1991–1.01.2003
- GPK SG w Głuchołazach ⇔ GPK SG w Paczkowie – 2.01.2003–23.08.2005
- Placówka SG w Głuchołazach ⇔ Placówka SG w Paczkowie – 24.08.2005–14.06.2006.

## Obsada personalna
| Obsada personalna w 1987 | Obsada personalna w 1987           |
| Stanowisko               | Stopień, imię i nazwisko           |
| ------------------------ | ---------------------------------- |
| dowódca strażnicy        | st. chor. sztab. Edward Frankowski |
| szef strażnicy           | chor. Henryk Dziasek               |
| podoficer rozpoznawczy   | st. sierż. Wiesław Rolik           |

## Komendanci/dowódcy strażnicy, placówki
- Eugeniusz Ambroziak (16.11.1951–1952)[27]
- kpt. Józef Dziubek (był w 1970–1976[28])
- st. chor. sztab. Edward Frankowski (był w 1985–05.1989)[h]
- ppor. Jacek Murdzek (05.1989–01.1990)[i]
- kpt. Stanisław Janik (01.1990–1.04.1991[29])[j]

Komendanci strażnicy SG:
- kpt. SG/ppłk SG Kazimierz Obczyński
- mjr SG Jerzy Duda (do 23.08.2005)

Komendanci placówki SG:
- mjr SG Jerzy Duda (24.08.2005–14.06.2006) – do rozformowania[k].